# Pouillenay
Pouillenay est une commune française située dans le département de la Côte-d'Or en région Bourgogne-Franche-Comté.

## Géographie
Pouillenay fait partie de la communauté de communes Pays d'Alesia et de la Seine.

### Hydrographie
La commune est traversée par la Brenne, la Lochère, le ruisseau de la Fontaine Salée et par le canal de Bourgogne.

### Géologie
Carrière de pierre marbrière, rose beige à entroques miroitantes. Calcaire à entroques du Jurassique moyen ; Bajocien inférieur.
Elle est utilisée en sculpture et parmi quelques œuvres réalisées dans cette pierre, notons : Siléne en 1903-1913 haut relief au Musée d'Orsay par José de Charmoy, Pierre de Montereau de Henri Bouchard la Statue de Chateaubriand, sur la place du même nom à Combourg, d'Alphonse Camille Terroir, la Statue du Transi, copie de Ligier Richier, sculptée par François Pompon et érigée sur le tombeau du poète et dramaturge Henri Bataille à Moux dans l'Aude, le socle de la statue de Vercingétorix à Alise-Sainte-Reine en Côte-d'Or et le Monument international de la Réformation réalisé par Alphonse Laverrière et sculpté par Henri Bouchard et Paul Landowski à Genève entre 1909 et 1917.

### Climat
Pour des articles plus généraux, voir Climat de la Bourgogne-Franche-Comté et Climat de la Côte-d'Or.
En 2010, le climat de la commune est de type climat des marges montargnardes, selon une étude du Centre national de la recherche scientifique s'appuyant sur une série de données couvrant la période 1971-2000. En 2020, Météo-France publie une typologie des climats de la France métropolitaine dans laquelle la commune est exposée à un climat océanique altéré et est dans la région climatique  Lorraine, plateau de Langres, Morvan, caractérisée par un hiver rude (1,5 °C), des vents modérés et des brouillards fréquents en automne et hiver. 
Pour la période 1971-2000, la température annuelle moyenne est de 10,6 °C, avec une amplitude thermique annuelle de 16,3 °C. Le cumul annuel moyen de précipitations est de 814 mm, avec 12,4 jours de précipitations en janvier et 8 jours en juillet. Pour la période 1991-2020, la température moyenne annuelle observée sur la station météorologique de Météo-France la plus proche, « Semur En Auxois_sapc », sur la commune de Semur-en-Auxois à 10 km à vol d'oiseau, est de 11,2 °C et le cumul annuel moyen de précipitations est de 778,0 mm,. Pour l'avenir, les paramètres climatiques de la commune estimés pour 2050 selon différents scénarios d'émission de gaz à effet de serre sont consultables sur un site dédié publié par Météo-France en novembre 2022.

## Urbanisme

### Typologie
Au 1er janvier 2024, Pouillenay est catégorisée commune rurale à habitat dispersé, selon la nouvelle grille communale de densité à 7 niveaux définie par l'Insee en 2022.
Elle est située hors unité urbaine. Par ailleurs la commune fait partie de l'aire d'attraction de Semur-en-Auxois, dont elle est une commune de la couronne,. Cette aire, qui regroupe 54 communes, est catégorisée dans les aires de moins de 50 000 habitants,.

### Occupation des sols
L'occupation des sols de la commune, telle qu'elle ressort de la base de données européenne d’occupation biophysique des sols Corine Land Cover (CLC), est marquée par l'importance des territoires agricoles (80,1 % en 2018), une proportion sensiblement équivalente à celle de 1990 (80,5 %). La répartition détaillée en 2018 est la suivante : 
prairies (57,5 %), forêts (17,1 %), terres arables (15,3 %), zones agricoles hétérogènes (7,3 %), zones urbanisées (2,8 %). L'évolution de l’occupation des sols de la commune et de ses infrastructures peut être observée sur les différentes représentations cartographiques du territoire : la carte de Cassini (XVIIIe siècle), la carte d'état-major (1820-1866) et les cartes ou photos aériennes de l'IGN pour la période actuelle (1950 à aujourd'hui).

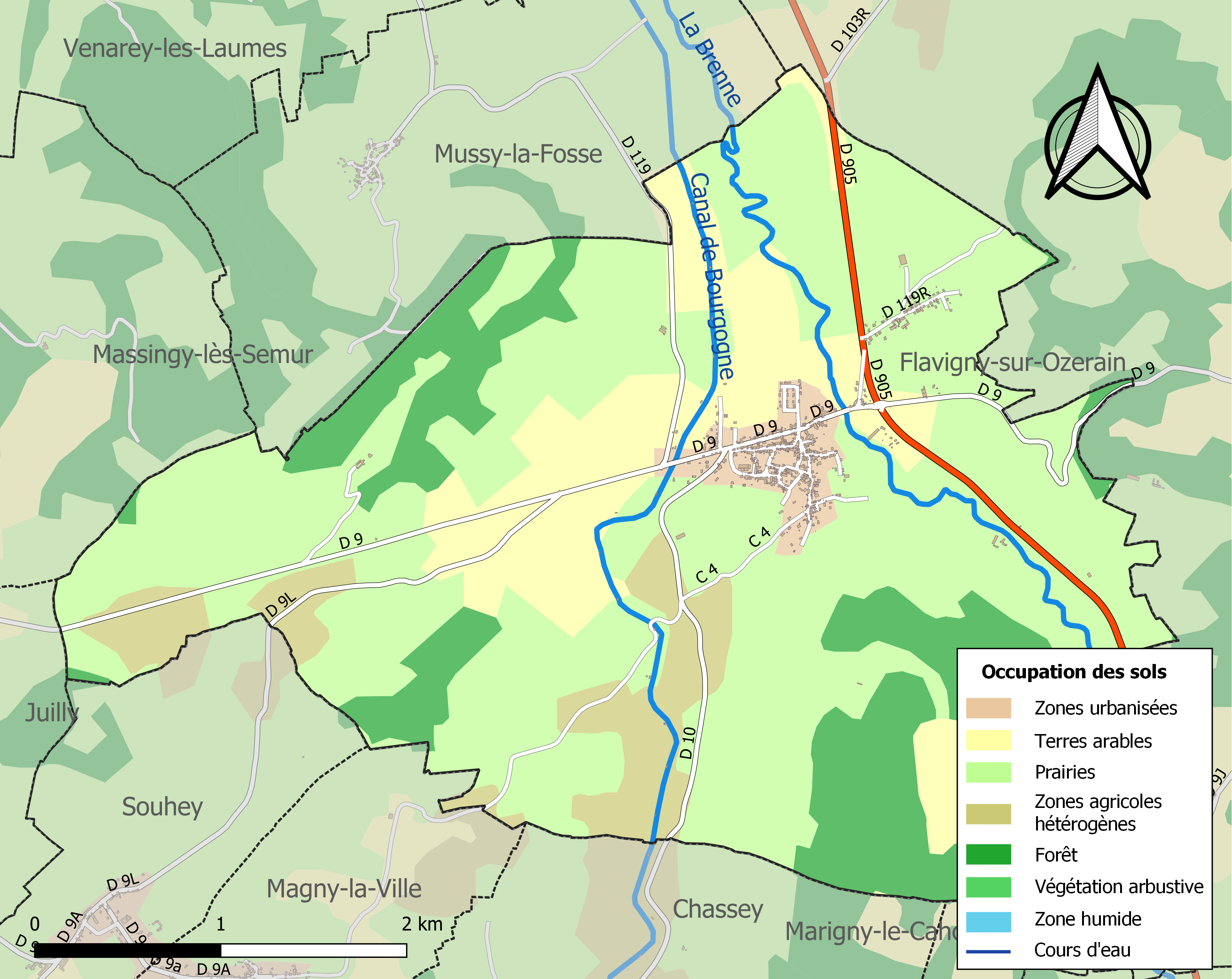
Carte des infrastructures et de l'occupation des sols de la commune en 2018 (CLC).

## Toponymie
Le toponyme Pouillenay possède la particularité de contenir une seule fois chacune des six voyelles (particularité que l’on retrouve dans d’autres communes comme Nyoiseau, Royaumeix, ou Chaouilley).

## Histoire
Le village fut ravagé par un incendie en 1863.
Pouillenay était un petit nœud ferroviaire avec des lignes vers Epinac-les-mines (Saône-et-Loire), Avallon (Yonne) et les Laumes-Alésia.

## Politique et administration
| Période                                  | Période  | Identité         | Étiquette | Qualité |
| ---------------------------------------- | -------- | ---------------- | --------- | ------- |
| avant 1988                               | ?        | Louis Desplantes |           |         |
| mars 2001                                | En cours | Jean-Marc Rigaut |           |         |
| Les données manquantes sont à compléter. |          |                  |           |         |

## Démographie
L'évolution du nombre d'habitants est connue à travers les recensements de la population effectués dans la commune depuis 1793. Pour les communes de moins de 10 000 habitants, une enquête de recensement portant sur toute la population est réalisée tous les cinq ans, les populations de référence des années intermédiaires étant quant à elles estimées par interpolation ou extrapolation. Pour la commune, le premier recensement exhaustif entrant dans le cadre du nouveau dispositif a été réalisé en 2007.

En 2022, la commune comptait 589 habitants, en évolution de +2,79 % par rapport à 2016 (Côte-d'Or : +0,82 %, France hors Mayotte : +2,11 %).
| 1793 | 1800 | 1806 | 1821 | 1831 | 1836 | 1841 | 1846 | 1851 |
| ---- | ---- | ---- | ---- | ---- | ---- | ---- | ---- | ---- |
| 641  | 610  | 676  | 672  | 672  | 730  | 737  | 740  | 751  |

| 1856 | 1861 | 1866 | 1872 | 1876 | 1881 | 1886 | 1891 | 1896 |
| ---- | ---- | ---- | ---- | ---- | ---- | ---- | ---- | ---- |
| 690  | 738  | 718  | 782  | 795  | 795  | 696  | 696  | 653  |

| 1901 | 1906 | 1911 | 1921 | 1926 | 1931 | 1936 | 1946 | 1954 |
| ---- | ---- | ---- | ---- | ---- | ---- | ---- | ---- | ---- |
| 571  | 656  | 587  | 552  | 586  | 529  | 543  | 540  | 554  |

| 1962 | 1968 | 1975 | 1982 | 1990 | 1999 | 2006 | 2007 | 2012 |
| ---- | ---- | ---- | ---- | ---- | ---- | ---- | ---- | ---- |
| 604  | 636  | 536  | 481  | 523  | 538  | 546  | 547  | 588  |

| 2017 | 2022 | - | - | - | - | - | - | - |
| ---- | ---- | - | - | - | - | - | - | - |
| 555  | 589  | - | - | - | - | - | - | - |

## Économie
Une carrière de pierres marbrière est exploitée sur la commune par la société Rocamat.

## Culture locale et patrimoine

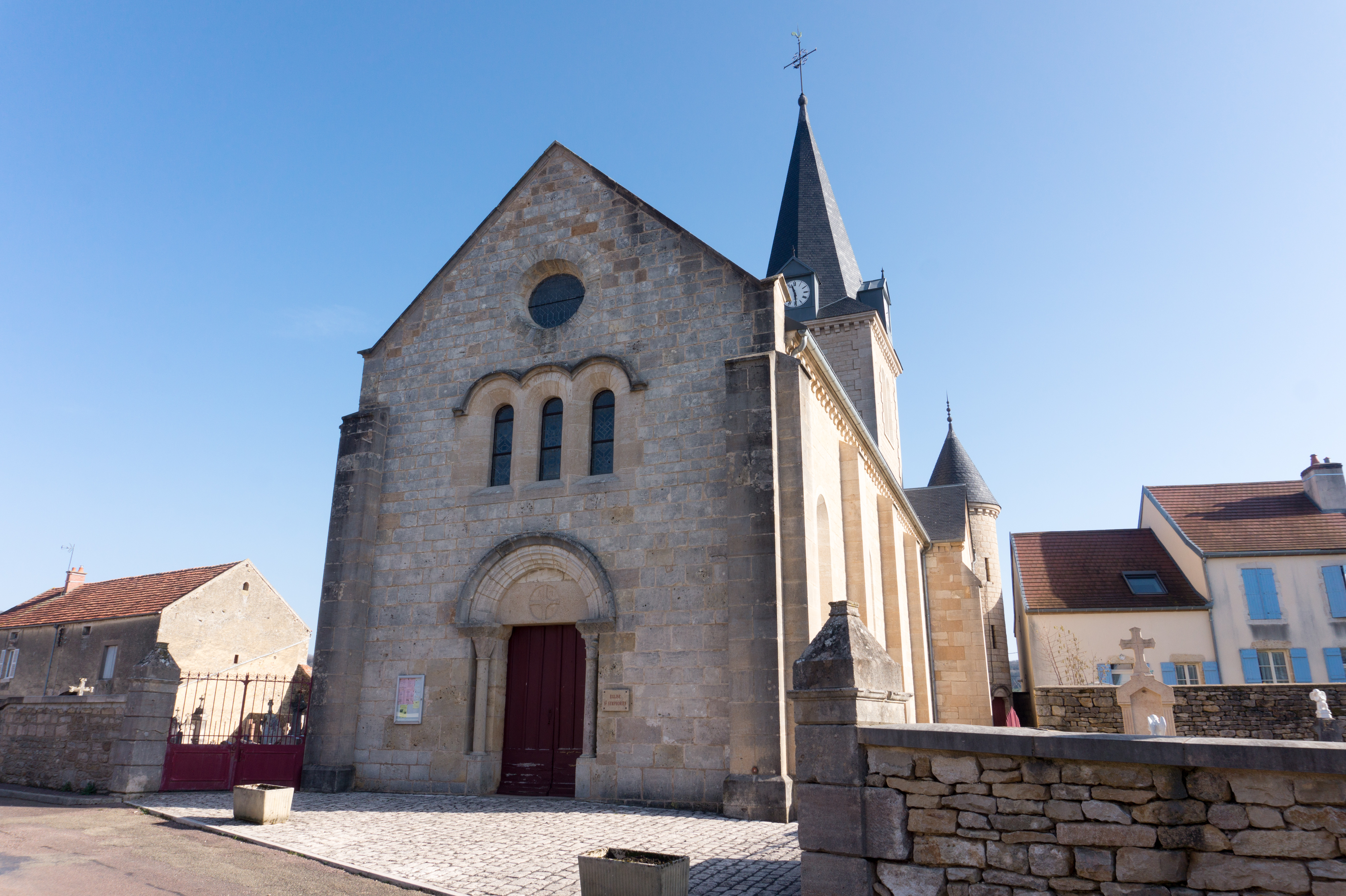
L'église Église Saint-Symphorien en 2020.

### Lieux et monuments
- Manoir de Pouillenay du XVe siècle, Inscrit au titre des monuments historiques en 1925.
- Église Saint-Symphorien d'origine romane avec quelques décors sculptés d'origine au portail occidental.
- Voie verte le long du canal de Bourgogne.
- Carrière de marbre au sud du village (lire Géologie ci-dessus).

### Héraldique
| Blason de Pouillenay | Blason  | Écartelé : au 1er d'azur à trois écussons d'argent chargés chacun d'une rose de gueules, au 2e d'or à une grappe de raisin de pourpre, tigée de tenné et feuillée de sinople, au 3e d'or à deux pics de carrier de sable passés en sautoir, au 4e de sinople à une abeille d'or posée en barre. |
| Blason de Pouillenay | Détails | Le statut officiel du blason reste à déterminer. |